# Iuca peu d'elefant
La iuca peu d'elefant, Yucca gigantea (sinònim Y. elephantipes), és la més alta entre les espècies del gènere Yucca la qual pertany a la família asparagaceae. El seu origen és a Centreamèrica, nativa de Mèxic, Belize, Costa Rica, Guatemala, Nicaragua, el Salvador i Hondures. És classificada com a faneròfit en les formes de vida de Raunkiaer, ja que pertany a les plantes llenyoses.
La seva flor es diu Izote i és la flor nacional del Salvador.

## Taxonomia
Aquesta espècie de iuca va ser descrita per Charles Lemaire, nom publicat el 1859.

### Etimologia
Yucca : Nom genèric que va ser nomenat per Carl von Linné
Elephantipes : L'epítet elephantipes probe de elephantus (elefant), i de pes (peu), es deu al color gris del tronc i a la forma de la base, similar a un peu d'elefant.

### Noms vernacles
Al centre de Mèxic, Guatemala i Hondures se'n diu izote. ocozote (ocozocuautla, chis.), coyol o tzamuc-coyol en llengua huasteca (a Estat de San Luis Potosí). En llengua maia (al Yucatán) es coneix com a kak-tuk, x-tuk o tuk i en algunes zones d'Amèrica Central se'l coneix com a itavo.

### Sinonímia
- Yucca elephantipes hort. ex Regel 1859
- Yucca ghiesbreghtii Peacock ex Baker 1880
- Yucca guatemalensis Baker 1872
- Yucca lenneana Baker 1880
- Yucca mazelii Watson 1889
- Yucca moreana Peacock ex Baker 1880
- Yucca roezlii Peacock ex Baker 1880

## Descripció

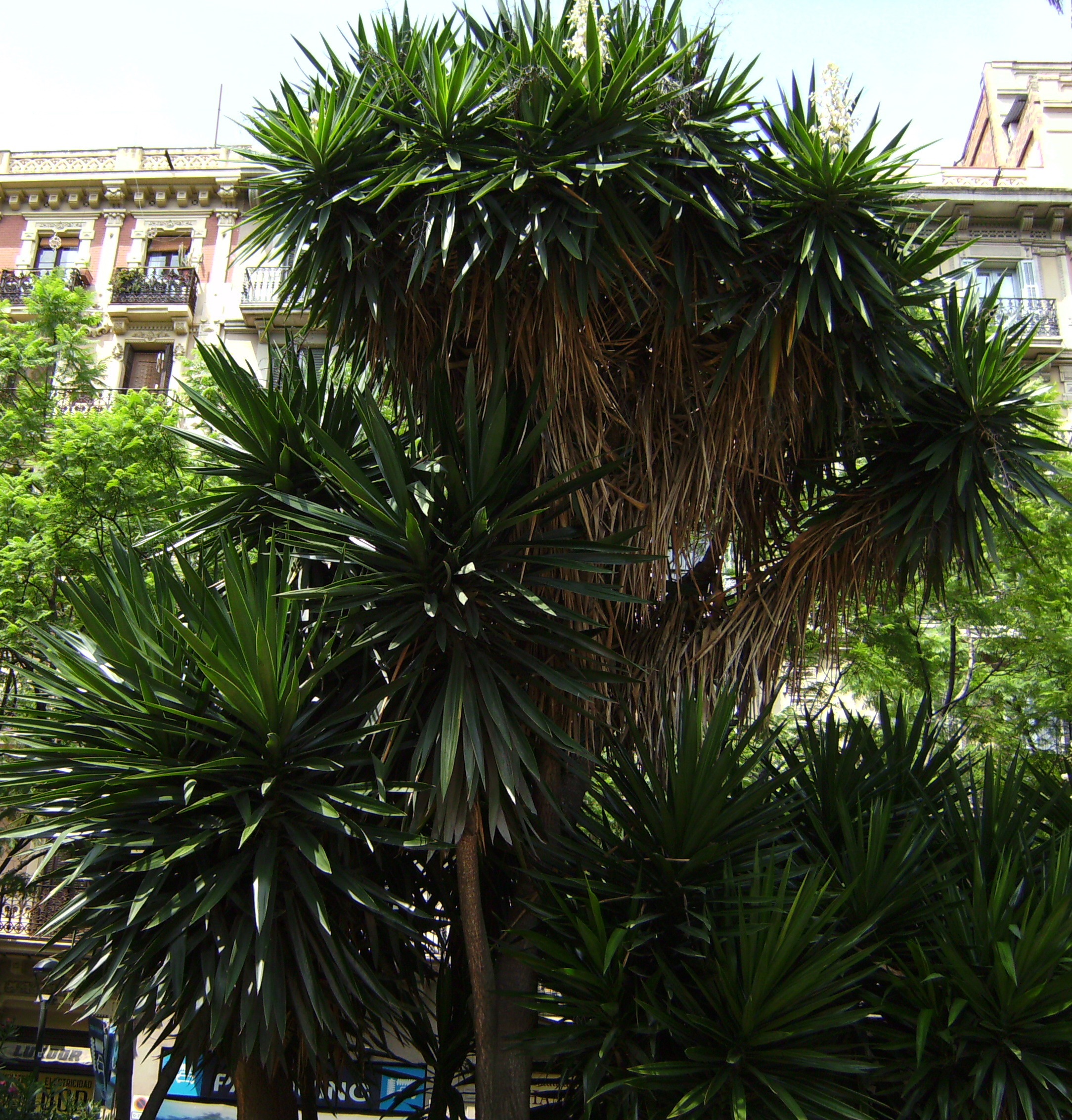
Iuques peu d'elefant a la plaça del Doctor Letamendi de Barcelona

Planta de port arbori el qual pot fer fins a 9-10 metres d'alt, però normalment en fa menys de 6. Pot tenir un tronc simple o diversos pel seu creixement des de la base, de tronc prim i densament ramificats a la part superior. Les fulles no tenen espines i fan uns 1,2 metres de llarg. Floreix a l'estiu amb flors de color blanc, els fruits carnosos són ovals i fan uns 2,5 cm de llarg.

### Fullatge
Les fulles de la Yucca gigantea és simple i lanceolada; lineal. El seu creixement és altern; espiral. La fulla pot arribar a fer 1 metre de longitud i entre 5-7 cm d'amplada, el cantó de la fulla és lleugerament dentada. El color d'aquesta és verda i no fa cap canvi amb les estacions.

### Flor
La seva floració és a l'estiu; maig – juny. La inflorescència és una panícula terminal de flors blanques que surt d'en mig de les fulles. Les flors son globoses i comestibles, sent molt comú el seu consum a Amèrica Central.

### Fruit
Els fruits d'aquesta planta són ovalats, de 2,5 a 12 cm de llarg, carnosos i de color marró, no són gaire vistosos.

## Habitat
En el medi natural, aquestes plantes creixen en vessants de pendent suau, amb altituds les quals arriben fins a 1500 m. Formant part dels boscos tropicals caducifolis, propis de regions de clima càlid. En països com Mèxic, Belize, Costa Rica, Guatemala, Nicaragua, el Salvador i Hondures.

## Història
Fou introduïda a Europa per Schiede en 1828, sent citada al Jardí Botànic d'Ehrenberg el 1850 i a Espanya és cultivada des d'almenys finals del segle xix.

## Cultiu
Es fa servir molt en jardineria pel seu valor ornamental. Creix en gran varietat de sòls sempre que tingui un bon drenatge, a part, té una bona tolerància a les sequeres. És una planta la qual creix fàcilment a ple sol però també a mitja ombra. Aquesta te una tolerància lleugera al fred, per exemple, al centre d'Europa, a Alemanya, Mannheim, fins a -8 °C. Tot i que el Jardí Botànic de la Universitat de Màlaga diu que el seu màxim és -3 °C. A part tu una resistència moderada als vents salins. Les plantes joves serveixen de plantes d'interior, ja que creix bé en una àrea ben il·luminada. La propagació és per llavor o per esqueixos de qualsevol mida.

### Plagues
Les plagues que poden atacar aquest tipus de iuca són principalment larves de l'arna de la iuca, coccoideus i corcs negres que perforen les arrels i les tiges.

## Manteniment

### Poda
La Yucca elephantipes no necessita poda per desenvolupar una estructura forta, ja que de per si ja és resistent. Tot això es pot podar a inicis de la primavera per eliminar branques, fulles o flors danyades, trencades o seques si calgués.

### Reg
La iuca és una planta que per les seves característiques suporta molt bé la manca de reg, per tant, no s'ha d'abusar d'ell, principalment perquè la planta no pateixi conseqüències per excés d'humitat.

## Usos
Els seus usos principalment son ornamentals, port de les fulles i el tronc el fa molt atractiva en parcs i jardins. Apart les flors són comestibles però amargants. Es fan servir per lluitar contra l'erosió en el cultiu del cafè en pendents grans.

## Cultivars
També s'observen cultivats i comercialitzats diversos cultivars d'aquesta espècie:
- Yucca elephantipes ´Elegans Juwel`[5]
- Yucca elephantipes ´Elegans´[5]

- Yucca elephantipes ´Puck`[5]

- Yucca elephantipes ´Silvers`[5]

- Yucca elephantipes ´Variegata`[5]